# Igor Efimov
Igor Efimov (Tbilissi, 16 de setembre de 1960) és un jugador d'escacs georgià, naturalitzat italià, que juga per a la Federació Monegasca en competicions internacionals. Efimov va aconseguir el títol de Gran Mestre el 1992.

## Resultats destacats en competició
Efimov fou campió italià els anys 1997 i el 1998, quan la normativa encara permetia als residents italians no nacionals entrar a la competició pel títol. Resideix a Montecatini Terme i juga a l'equip local Circolo Scacchistico Montecatinese Surya ASD (literalment: Cercle d'escacs de Montecatini). Ocasionalment ofereix pràctiques a joves jugadors prometedors, en nom de la Federació Italiana d'Escacs.
El 2008, va guanyar el campionat de Mònaco, cosa que repetí el 2015.